# شونجي إيواي
شونجي إيواي (باليابانية: 岩井 俊二) مواليد 24 يناير 1963 في سنداي، اليابان، هو مخرج ياباني. درس في جامعة يوكوهاما الوطنية وتخرج منها في 1987. من أعماله نيويورك، أنا أحبك وبانديج.

## اعماله

### افلام
- فراشة خطافية الذيل (1996)
- عروس لريب فان وينكل (2016)

## وصلات خارجية
- شونجي إيواي على موقع IMDb (الإنجليزية)
- شونجي إيواي على موقع ألو سيني (الفرنسية)
- شونجي إيواي على موقع ميوزك برينز (الإنجليزية)
- شونجي إيواي على موقع أول موفي (الإنجليزية)
- شونجي إيواي على موقع قاعدة بيانات الأفلام السويدية (السويدية)
- شونجي إيواي على موقع ديسكوغز (الإنجليزية)
- شونجي إيواي على موقع قاعدة بيانات الفيلم (الإنجليزية)
- شونجي إيواي على موقع كينوبويسك (الروسية)